# Вок (сковорода)

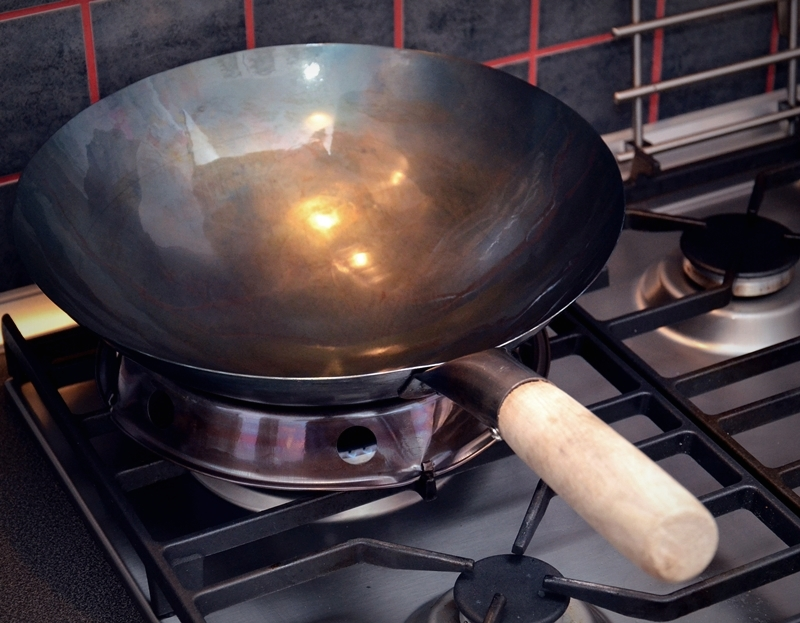
Сковорода вок з вуглецевої сталі після випалу на газовій плиті, обладнаній пальником вок, та сталевим кільцем стабілізації.

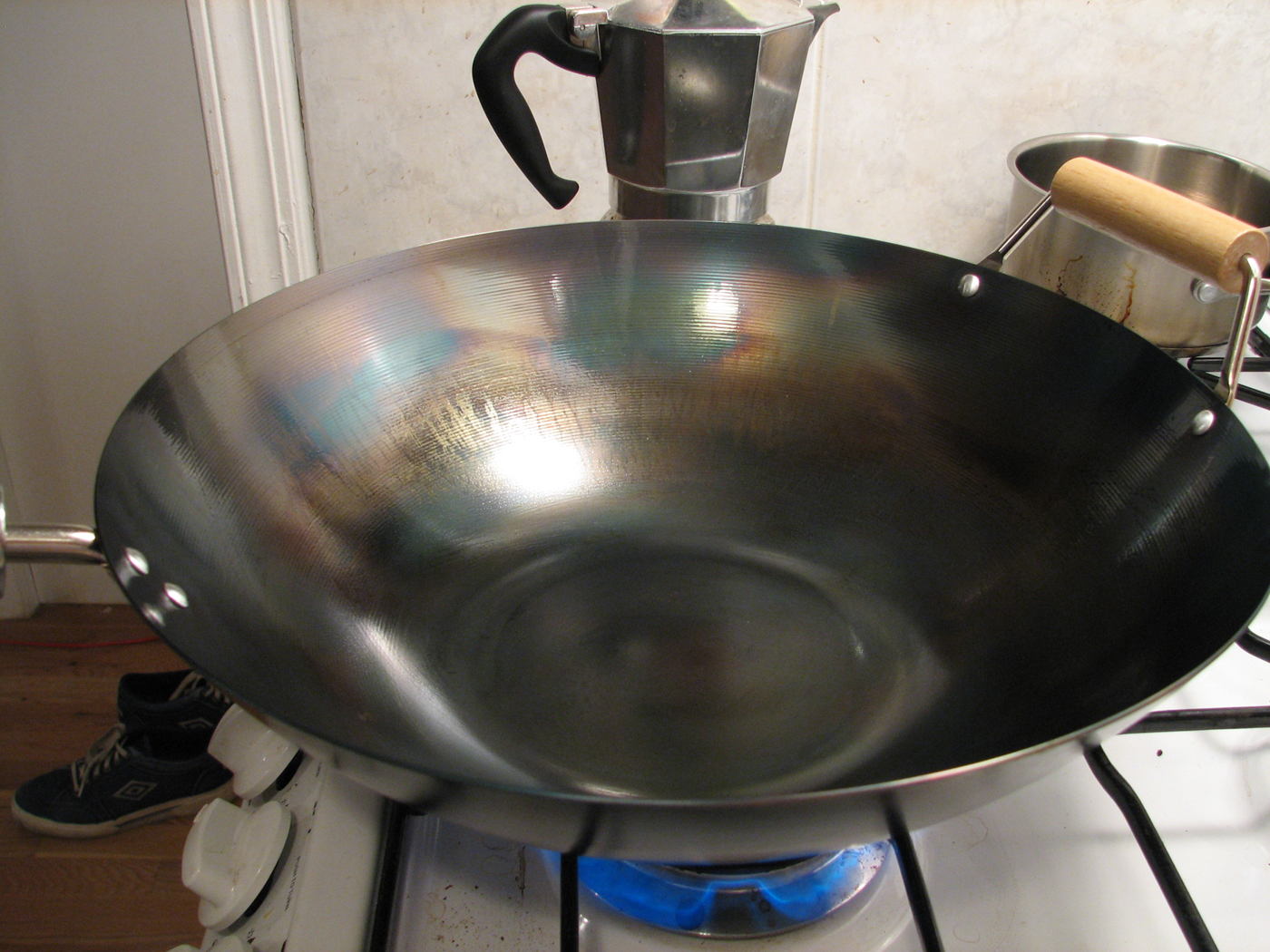
Вок

Вок (кантон. 鑊) — кухонний посуд, що нагадує миску або велику сковороду з опуклим дном, з двома або однією ручкою, найчастіше використовується у китайській кухні та у деяких регіонах Південно-Східної Азії. Вок використовуються в різних китайських техніках приготування їжі, зокрема смаження з перемішуванням (стірфрай), обробки парою, смаження, глибоке смаження, варіння, тушкування, обпалювання, приготування супу, копчення, обжарювання горіхів та інших. Кантонський вок має дві ручки («вуха»), натомість новіші воки мандаринські та пекінські мають ручки подібні до сковороди. Сучасний вок може мати трохи приплющене дно для використання на індукційних плитах.
Стандартний вок має діаметр 30-40 см та виготовлений з вуглецевої сталі. Традиційно чавунний вок був вбудований в отвір вугільної печі. Сьогодні приготування китайських страв вимагає від кухаря постійного тримання воку в руці та перемішування усього, що в ньому міститься. З огляду на сьогоденну популярність вока у західному світі, виробляється посуд, подібний до вока, з алюмінію, покритий захисним шаром, наприклад з тефлону.
Засвоєна на заході назва «вок» походить з кантонської мови і незрозуміла в інших регіонах Китаю. У мандаринській мові ця посудина називається «хо» (піньїнь huò).